# 哀章
哀章（前1世纪？—23年），广汉梓潼（今属四川綿陽市）人。西汉末年新莽官员，任国将，封美新公。

## 生平
他求学于京师长安，本身并无长处，但好大言。当时王莽摄政，称“假皇帝”。他便伪造铜匮二份，上书“天帝行玺金匮图”、“赤帝行玺邦传予黄帝金策书”，称王莽为真天子，又书各辅佐大臣的姓名及官爵。王莽见机亲至高庙拜受，下诏即真皇帝位，并依金匮中所书册封各大臣。他得以拜为国将、美新公，位列上公。地皇三年（公元22年）随太师王匡率领州郡兵三十万攻打赤眉军，于次年为更始军斩杀于洛阳。